# Монте-ду-Тригу
Монте-ду-Тригу (порт. Monte do Trigo) — фрегезия (район) в муниципалитете Портел округа Эвора в Португалии. Территория — 107,01 км². Население — 1245 жителей. Плотность населения — 11,6 чел/км².